# Квинт Помпей Сенецион Сосий Приск
Квинт Помпей Сенецион Сосий Приск (лат. Quintus Pompeius Senecio Sosius Priscus) — римский государственный деятель второй половины II века.
Его отцом был консул 149 года Квинт Помпей Сосий Приск. Полное имя Приска звучало так: Квинт Помпей Сенецион Росций Мурена Секст Юлий Фронтин Силий Дециан Гай Юлий Евриклей Геркуланей Луций Вибуллий Пий Августан Альпин Беллиций Соллерт Юлий Ацер Дуцений Прокул Рутилиан Руфин Силий Валент Валерий Нигер Клавдий Фуск Сакса Аминтиан Сосий Приск (лат. Quintus Pompeius Senecio Roscius Murena Coelius Sextus Iulius Frontinus Silius Decianus Gaius Iulius Eurycles Herculaneus Lucius Vibullius Pius Augustanus Alpinus Bellicius Sollers Iulius Acer Ducenius Proculus Rutilianus Rufinus Silius Valens Valerius Niger Claudius Fuscus Saxa Amyntianus Sosius Priscus).
Свою службу Приск начал с должности организатора Латинского праздника. Затем он был одним из монетных триумвиров. Примерно в 162 году Приск занимал должность квестора, кандидатом на которую выступал от самого императора. После этого он получил должность легата, по всей видимости, при своём отце в провинции Азия между 163 и 164 годом. В 167 году он становится претором. В 169 году Приск занимал должность ординарного консула вместе с Публием Целием Аполлинаром, после чего он был заведующим фондом помощи нуждающимся детям и проконсулом Азии. Приск был понтификом.
Супругой Приска была Цейония Фабия. В их браке родился сын, консул 193 года Квинт Помпей Сосий Фалькон.